# Grenzlanddeutschtum
Výraz Grenzlanddeutschtum ve smyslu „pohraniční němectví” či „pohraniční Němci” se stal nejvíce aktuálním po první světové válce. Po Versailleské smlouvě se ve střední Evropě najednou objevila celá řada národních států, ve kterých Němci představovali národnostní menšinu. Obdobným termínem „Grenzlanddeutsche” (pohraniční Němci) se tak označovali příslušníci etnických Němců žijících na území odděleném hranicí od Německé říše jako například ve východní Belgii, Alsasku-Lotrinsku, ale především v Polsku a Československu.

## Historie
Pojem „Grenzlanddeutschtum“ byl jedním z mnoha po první světové válce Němci běžně používaných termínů („Grenzlandarbeit“, „Grenzlanddeutsche”, „Grenzlandeinsatz“, „Grenzlandpolitik“, „Grenzlanduniversität“, „Grenzkampf“). Pohraniční Němci žijící na vnějším území státní hranice Výmarské republiky takovým pojmenováním vyjadřovali touhu po vzniku velkého Německa. Přirozeně po Versailleské smlouvě se stal takový cíl mnohem složitější. Určitá německá státní správa, nacionální i sociální instituce, ale právě i spolky se staly šiřiteli vědomí sounáležitosti k německému národu.
Johann Wilhelm Mannhardt založil v roce 1919 na filozofické fakultě v Marburgu „Institut für Grenz- und Auslanddeutschtum” a jeho jeden z nejlepších studentů Hermann Raschhofer (1905–1979) patřil mezi průkopníky rasového zákona. Neméně důležitou roli v podpoře pohraničních oblastí sehrála v roce 1920 v Lipsku založená nadace „Stiftung für deutsche Volks- und Kulturbodenforschung“ a v roce 1925 v Berlíně založený „Institut für Grenz- und Auslandsstudien“ (IGA). Ve 30. letech 20. století postupně sílila mobilizace „hraničních Němců” vycházející z Německa a šířená politika podporovala nacionálně socialistické Německo. Jednu z významných rolí při budování jednotného německého národa sehráli i sudetští Němci. Všichni Němci na československém území se ale k sudetoněmectví nehlásili. Někteří se názorově považovali za „Čechoněmce”.

## Sudetendeutschtum

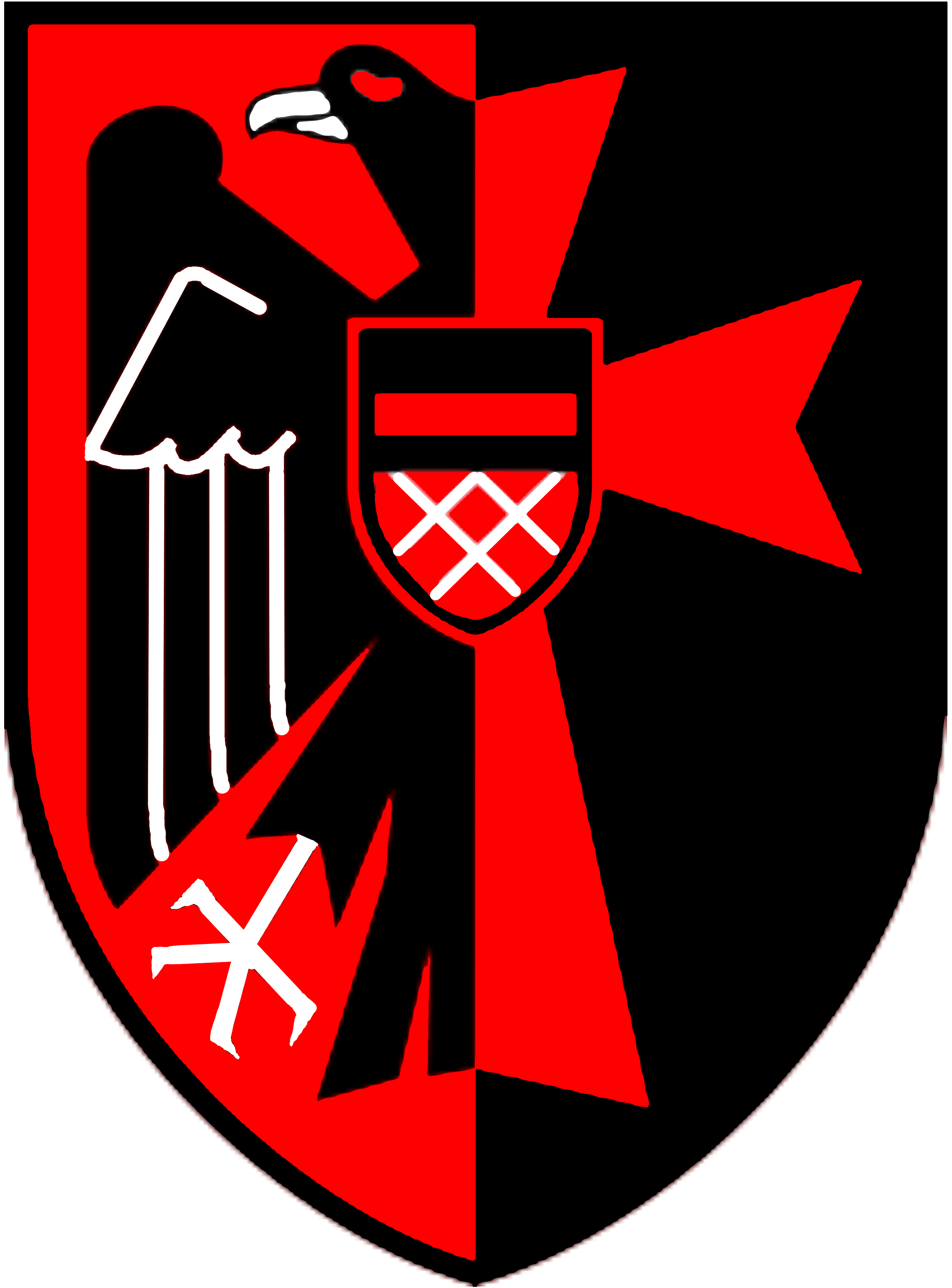
Znak sudetských Němců

Specifická forma hraničního němectví „Sudetendeutschtum” (sudetoněmectví) vznikla na území meziválečného Československa. Tento pojem vycházející z představy geografické, etnografické nebo kulturní během 30. a 40. let 20. století osciloval k výrazu politickému. Sudetoněmecká literatura vystupovala rázně proti marxismu a internacionálním vůdcům sociální demokracie a komunistům, do popředí stavěla tradiční hodnoty a vyhrazovala se vůči liberalismu. Protipól dělnického hnutí pod internacionálou tvořilo německé nacionální dělnické hnutí (Deutsche Arbeiterpartei/Německá dělnická strana 1904, Deutsche nationalsozialistische Arbeiterpartei/Německá nacionálně socialistická dělnická strana 1918). Na utváření sudetoněmectví se podílel v Československu významným dílem Bund der Deutschen (BdD). V roce 1919 vydaná kniha Ericha Gieracha Katechismus pro německý národ v Čechách byla toho roku sudetoněmeckým bestsellerem a vychází dodnes. Erich Gierach, nacistický germanista, je vnímán sudetskými Němci jako otec sudetoněmectví. Jedním ze základních problémů mezi Čechy a sudetskými Němci bylo od začátku až do poloviny 20. století vnímání historických souvislostí obývaného území.